# Разъезд 92
Разъезд 92 (каз. рзд.92) — разъезд в Аральском районе Кызылординской области Казахстана. Входит в состав Камыстыбасского сельского округа. Код КАТО — 433239880.

## Население
В 1999 году население разъезда составляло 116 человек (69 мужчин и 47 женщин). По данным переписи 2009 года, в разъезде проживали 152 человека (85 мужчин и 67 женщин).